# Kiyoshi Ijichi
Kiyoshi Ijichi (伊地 知潔?, Ijichi Kiyoshi; Kamakura, 25 settembre 1977) è un batterista giapponese.
È il batterista della band j-rock Asian Kung-Fu Generation. Ijichi fa risalire le origini della sua abilità di batterista al fatto di aver suonato in una marching band durante la scuola media. Ha incontrato i compagni di band Masafumi Gotō, Kensuke Kita e Takahiro Yamada mentre frequentava la Kanto Gakuin University, nel 1996. Diversamente dagli altri, Ijichi aveva già avuto delle precedenti esperienze come musicista, avendo suonato in un altro gruppo universitario nel periodo in cui conobbe gli altri tre. Dopo essersi separato dalla sua vecchia band, Ijichi si unì a Gotō, Kita e Yamada per formare gli Asian Kung-Fu Generation, e i tre non hanno cambiato formazione da allora. Oltre a saper suonare la batteria, Ijichi è anche un capace pianista, ed ha suonato un estratto di Claire de Lune dalla Suite bergamasque di Debussy per l'introduzione di "Moonlight." È laureato in ingegneria e le sue band preferite sono Brian Setzer, Link, King Bee e Hi-Standard. Diversamente dai suoi compagni di band, Ijichi non è affatto interessato all'alternative rock britannico, preferendo al suo posto il punk rock americano e giapponese. È anche l'unico membro del gruppo che ascolta heavy metal.